# وننسولت
وننسولت (به فرانسوی: Venansault) یک کمون در فرانسه است که در Canton of La Roche-sur-Yon-Nord واقع شده‌است.

## خصوصیات
وننسولت ۴۴٫۴۹ کیلومترمربع مساحت و ۷٬۲۶۸ نفر جمعیت دارد.